# Аліса Марич
Аліса Марич, PhD (серб. Алиса Марић, Сербо-хорватська вимова: [alǐsa mǎːritɕ]; нар. 10 січня 1970) сербська шахістка. гросмейстер серед жінок від 1988 року і міжнародний майстер серед чоловіків від 1993 року.
27 липня 2012 року її обрано Міністром молоді та спорту уряду Сербії. Перебувала на цій посаді до 2 вересня 2013 року.

## Шахові близнюки
Аліса Марич познайомився з шахами у віці чотирьох років разом зі своєю на 20 хвилин молодшою сестрою-близнюком Мір'яною. Аліса і Мір'яна єдині близнюки володарки титулів "гросмейстера серед жінок" в історії сучасних шахів. Аліса теж мама двійнят, дівчинки і хлопчика на ім'я Міліца і Душан.

## Перші успіхи
У 12 років Аліса стала національним шаховим майстром і чемпіонкою Белграда серед дорослих. У 15 років вона була міжнародним майстром серед жінок та віце-чемпіонкою світу серед юніорів до 20 років (чемпіонат світу серед юніорів 1985, Добрна). У 16 років стала наймолодшою переможницею чемпіонату Югославії, який проходив у Пуцарево в 1986 році. У 18 років Аліса отримала звання гросмейстера серед жінок. У 20 років була третьою за рейтингом шахісткою на чемпіонаті світу.

## Чемпіонат світу
У 1990 році Аліса Марич виграла турнір претендентів, відбору на чемпіонат світу в Боржомі, Грузія, СРСР (разом з Се Цзюнь). 1991 року Марич та Се Цзюнь грали у фінальному претендентському матчі, який складався з двох частин; перша в Белграді (Югославія), друга в Пекіні (Китай). Китайянка виграла з рахунком 4,5:2,5 і пізніше того ж року стала чемпіонкою світ, перемігши Майю Чибурданідзе з СРСР.
У 1992 році поділила 4-5-те місце на турнірі претенденток у Шанхаї (Китай). У 1994 році показала такий самий результат на турнірі претенденток у Тілбурзі (Нідерланди). 1997 року поділила 5-7-ме місця на турнірі претенденток у Гронінгені (Нідерланди). Починаючи з 2000 року ФІДЕ проводить чемпіонати світу за олімпійською системою. У Нью-Делі (Індія, 2000) Аліса Марич програла півфінальний матч китаянці Цінь Каньїн. У Москві 2001 році програла в 3-му раунді китаянці Джу Чен, яка потім стала чемпіонкою світу. Ці результати досягнуто в шести послідовних циклах чемпіонату світу.

## Медалі
Аліса Марич є спортивною героїнею Сербії та колишньої Югославії. Починаючи з 1986 року вона виконує роль лідера у національних шахових відборах. Виграла бронзову медаль в командному заліку на шаховій Олімпіаді в Салоніках 1988 року, а також бронзову медаль в особистому заліку на шаховій Олімпіаді в Елісті 1998. Виграла срібну медаль на командному чемпіонаті Європи в Батумі 1999. 2001 року в Шанхаї була однією з шісти учасниць команди "решти світу" у виставковому матчі проти Китаю. 2007 року в Белграді була удостоєна престижної премії "Приз Святого Сави" за 20-річний ювілей у складі національної команди. Грала на першій шахівниці на десяти шахових олімпіадах (Дубай 1986, Салоніки 1988, Новий Сад 1990, Москва 1994, Єреван 1996, Еліста 1998, Стамбул 2000, Кальвія 2004, Турин 2006 і Дрезден 2008) і п'яти командних чемпіонатах Європи (Батумі 1999, Леон 2001, Пловдив 2003, Гетеборг 2005 і Новий Сад 2009). Тричі вигравала клубний кубок Європи в складі белградського клубу "Agrouniverzal".

## Інші види діяльності
Аліса Марич має вчений ступінь доктора філософії в галузі економіки, і вона працює як професором маркетингу на факультеті культури і засобів масової інформації Megatrend University в Белграді. Співавторка підручників Основи маркетингу і Медіа-маркетинг. Була членом президентської Ради сербського Олімпійського комітету. 

## Зміни рейтингу
| На цьому місці має відображатися графік чи діаграма, однак з технічних причин його відображення наразі вимкнено. Будь ласка, не видаляйте код, який викликає це повідомлення. Розробники вже працюють для того, щоби відновити штатне функціонування цього графіка або діаграми. | |
| | На цьому місці має відображатися графік чи діаграма, однак з технічних причин його відображення наразі вимкнено. Будь ласка, не видаляйте код, який викликає це повідомлення. Розробники вже працюють для того, щоби відновити штатне функціонування цього графіка або діаграми. |